# Arikarové

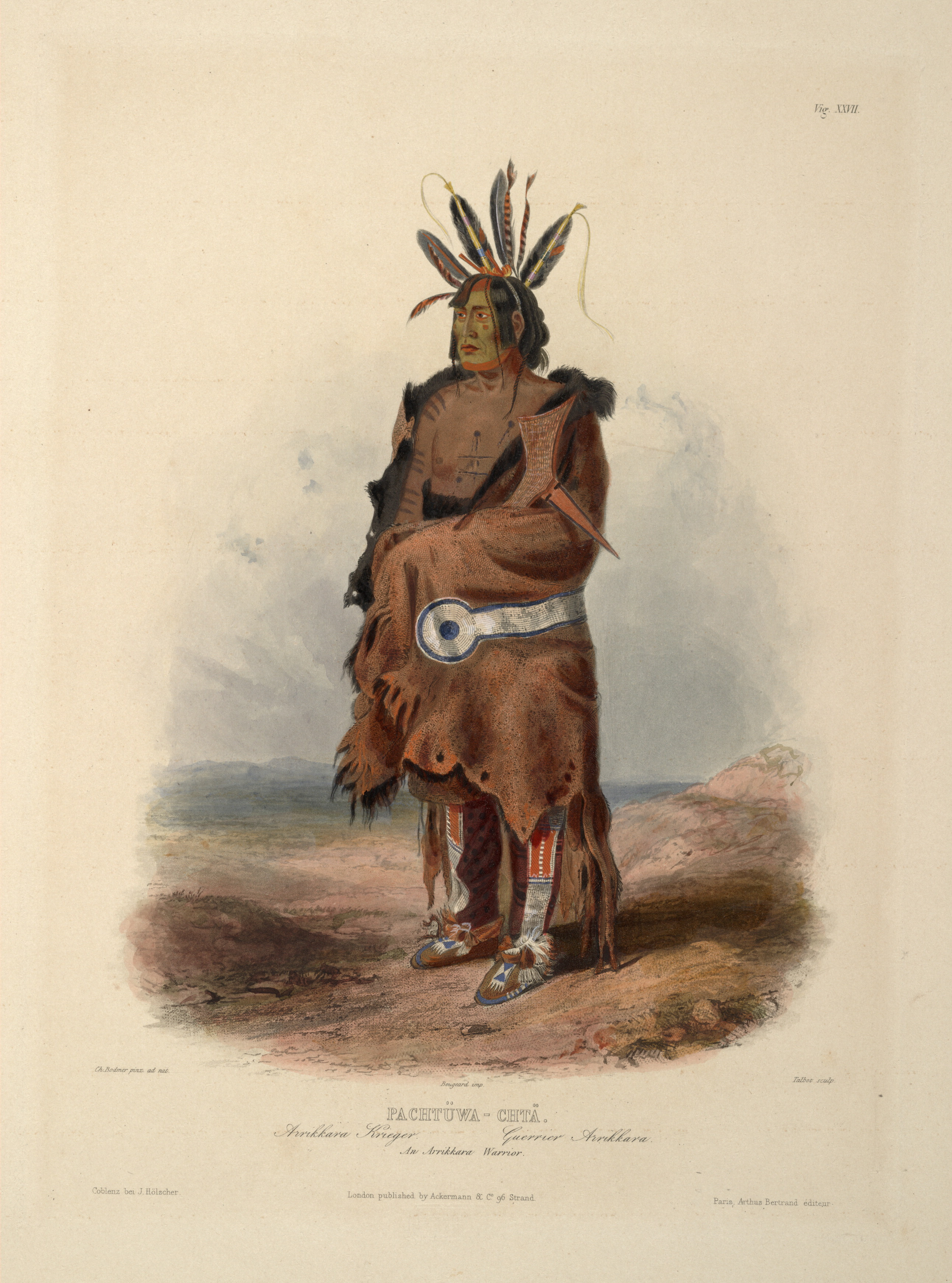
Arikarský válečník 1840-1843 (Karl Bodmer)

Arikarové (ang. Arikara, Aricara, Ree), severoamerický kmen prérijních Indiánů blízce spřízněný se Skidi Póníi. Náleží ke kaddoské jazykové rodině, jejich jazykem je arikarština. Žili polousedle, živili se zemědělstvím a lovem bizonů. Největšího významu dosáhli ve druhé pol. 18. stol., jejich populace se v té době odhadovala na 20 000.

## Jméno kmene
Jejich pojmenování pochází z jazyka kmene Póní – ariki („roh“). Je to odkaz na jejich čelenky. Sami se nazývali tannish nebo sanish, „lidé“. Ve znakové řeči bývá znak pro jejich jméno překládán jako „jedlíci kukuřice“. Jejich tradiční nepřátelé Lakotové jim říkali Ríové.

## Historie

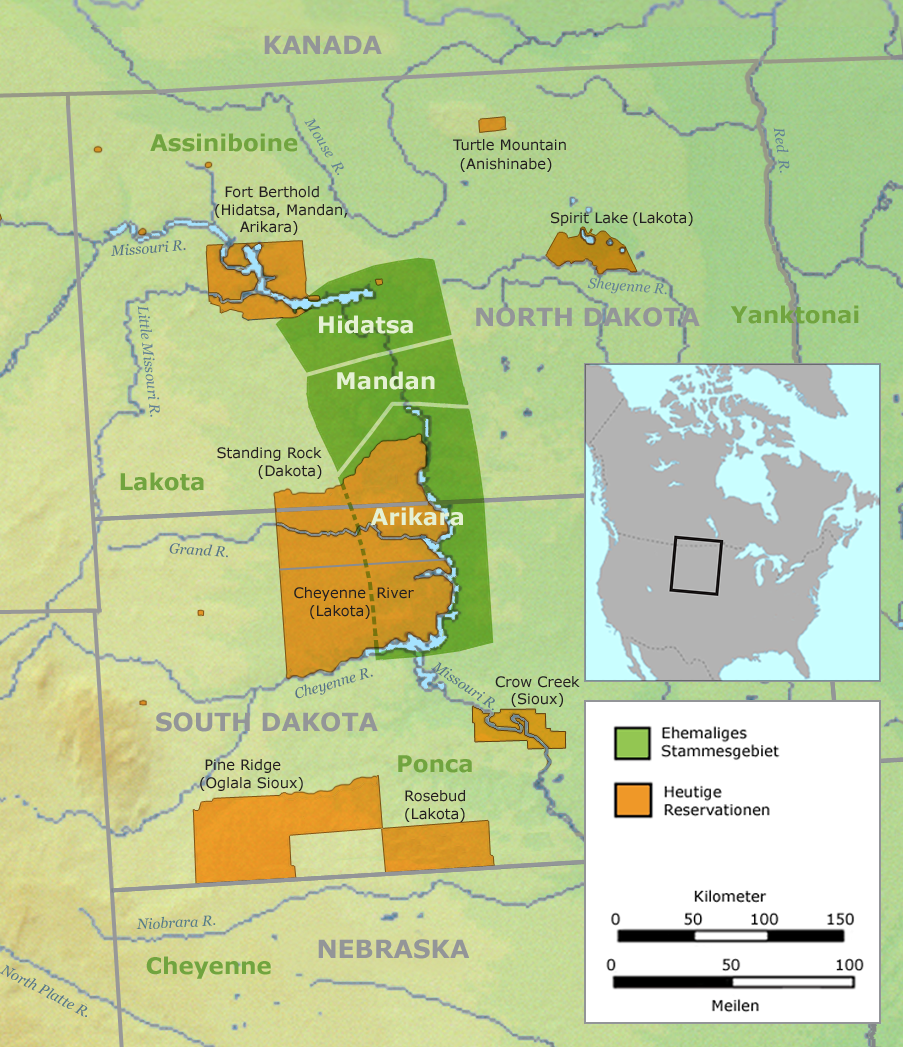
Území Arikarů, Mandanů a Hidatsů (zeleně)
současné rezervace (oranžově)

### Migrace do Dakoty
Koncem 17. stol. byli vyhnáni z území dnešní Nebrasky kmenem Padoucaů. Přibližně v letech 1700-1725 tvořili společně s Omahy a Iowy početně osídlenou enklávu na severním břehu Missouri, poblíž ústí řeky Big Sioux (jihovýchodní cíp dnešní Jižní Dakoty). Nevlastnili však koně ani pušky a materiálně žili prakticky na úrovni doby kamenné. Pod tlakem moderně vyzbrojených Lakotů a jejich spojenců byli nuceni brzy po roce 1723 opustit zdejší dobrou zemědělskou půdu a přesunout se dále proti proudu Missouri.

### U Velkého ohybu
V letech 1730-1740 si vystavěli nové opevněné osady na obou březích Missouri, jež se táhly od dnešního Chamberlainu až k Pierre. Největšího významu dosáhli ve druhé polovině 18. stol., jejich populace se v té době odhadovala na 20 000. Ovládali hlavní brody přes řeku Missouri (zejm. v oblasti tzv. Velkého ohybu) a v letech 1760 až 1795 tak představovali hlavní bariéru pro migraci Lakotů na západní Pláně. Lakotové žili s Arikary většinou v nepřátelství. Pravděpodobně právě od nich získali první koně. Arikarové měli proti nim (až téměř do konce 18. stol.) převahu, během tří velkých epidemií černých neštovic v letech 1772 - 1780 však přišli o čtyři pětiny populace a byli postupně vytlačeni na sever do Severní Dakoty. V 19. stol. jejich bojovníci často sloužili jako zvědové v armádě USA.

### Současnost
Dnes žijí společně s Mandany a Hidatsy v rezervaci Fort Berthold ve státě Severní Dakota. Při sčítání v roce 1964 se k tomuto kmeni hlásilo 3102 lidí.